# Мозухи
Мозухи — покинутый аул в Шаройском районе Чеченской Республики.

## География
Расположен в верховьях реки Шароаргун, к юго-западу от районного центра Химой.
Ближайшие населённые пункты и развалины бывших аулов: на севере — бывший аул Качехой, на северо-западе — бывшие аулы Сандухой и Кирбаса, Хангихой (Итум-Калинский район), на северо-востоке — бывший аул Кебосой и село Кесалой, на юго-западе — бывший аул Чешо (Грузия).